# Cacochloris ochrea
Cacochloris ochrea là một loài bướm đêm trong họ Geometridae.